# Gökçe Akyıldız
Gökçe Akyıldız (Sinope, 30 de octubre de 1992), es una actriz turca conocida por interpretar a Songül Celen en la serie de televisión turca Kırgın Çiçekler.

## Biografía
Nació en Sinope el 30 de octubre de 1992. Ella es la tercera hija de una familia de cuatro. Gökçe Akyıldız ya mostraba interés por la actuación desde la infancia, por lo que su primera aparición fue a los 10 años con el personaje de Saime en la película Bir Tutam Baharat.
Después actuó en las series Sırlar Dünyası, Büyük Buluşma y Beşinci Boyut. En 2005 actuó en la serie Zeynep como Tülin. En 2006 interpretó al personaje de Tekgül en la serie Ezo Gelin.
Luego participó en las series Parmaklıklar Ardında, Gazi y Kollama. En 2011 participó en la serieHayat Devam Ediyor hasta el 2012. Al año siguiente participó en   Kötü Yol y Bizim Okul.
En el 2013 interpretó a Asli en la serie Fatih Harbiye. Esta serie finalizó en 2014. Al año siguiente interpretó a Songül Celen en la serie Kırgın Çiçekler hasta el 12 de marzo de 2018. También apareció en un comercial de Lipton.

## Filmografía
| Cine        | Cine                 | Cine           | Cine       |
| Año         | Nombre               | Papel          | Notas      |
| ----------- | -------------------- | -------------- | ---------- |
| 2002        | Bir Tutam Baharat    | Saime          | Principal  |
| 2009        | Konak                | Selma          | Secundario |
| Televisión  |                      |                |            |
| Año         | Nombre               | Papel          | Notas      |
| 2003        | Büyümüş de Küçülmüş  | Gizem          | Secundario |
| 2003        | Çınaraltı            | Gökçe          | Secundario |
| 2004-2006   | Büyük Buluşma        | Selcan         | Principal  |
| 2004        | Sahra                | Lara           | Principal  |
| 2005        | Zeynep               | Tülin          | Principal  |
| 2005        | Beşinci Boyut        | Başak          | Principal  |
| 2006        | Ezo Gelin            | Tekgül         | Secundario |
| 2007        | Parmaklıklar Ardında | Birsen Mutlu   | Secundario |
| 2008        | Gazi                 | Berçem         | Principal  |
| 2008-2010   | Kollama              | Nurbanu Yılmaz | Secundario |
| 2011-2012   | Hayat Devam Ediyor   | Zozan Fırat    | Secundario |
| 2012        | Kötü Yol             | Canan          | Principal  |
| 2013        | Bizim Okul           | Gülbahar       | Secundario |
| 2013-2014   | Fatih Harbiye        | Aslı           | Secundario |
| 2015-2018   | Kırgın Çiçekler      | Songül Celen   | Principal  |
| 2021-2022   | Elkızı               | Songül         | Principal  |
| Comerciales |                      |                |            |
| Año         | Nombre               | Ref.           | Notas      |
| 2016        | Lipton               | [ 17 ]         |            |